# سیارک ۶۴۰۳
سیارک ۶۴۰۳ (به انگلیسی: 6403 Steverin، نامگذاری:1991NU) شش هزار و چهارصد و سومین سیارک کشف شده‌است که در ۸ ژوئیه ۱۹۹۱ کشف شد.
قدر مطلق سیارک برابر ۱۲٫۲۰ است.